# Độ ẩm tương đối
Độ ẩm tương đối hay còn gọi là độ ẩm tỉ đối (tiếng Anh:relative humidity, viết tắt: RH) là tỷ lệ giữa áp suất riêng phần của hơi nước và áp suất hơi bão hòa của nước ở cùng nhiệt độ. Không khí càng ẩm, độ ẩm tương đối càng cao. Độ ẩm tương đối phụ thuộc vào nhiệt độ và áp suất của hệ thống quan tâm. Cùng một lượng hơi nước dẫn đến độ ẩm tương đối cao hơn trong không khí mát so với không khí ấm. Một tham số liên quan là điểm sương.

## Định nghĩa
Độ ẩm tương đối {\displaystyle (RH} hoặc là {\displaystyle \phi )} của hỗn hợp nước–khí được định nghĩa là tỷ lệ giữa áp suất riêng phần của hơi nước {\displaystyle (p_{\mathrm {H_{2}O} })} và áp suất hơi bão hòa của nước {\displaystyle (p_{\mathrm {H_{2}O} }^{*})} ở cùng nhiệt độ, được thể hiện bằng tỷ lệ phần trăm:
{\displaystyle \phi ={\frac {p_{\mathrm {H_{2}O} }}{p_{\mathrm {H_{2}O} }^{*}}}}
Độ ẩm tương đối thường được biểu thị bằng phần trăm; không khí càng ẩm, độ ẩm tương đối càng cao. Khi độ ẩm tương đối đạt 100%, không khí đã bão hòa hơi nước và đang ở điểm sương. Độ ẩm tương đối khác với độ ẩm tuyệt đối – được định nghĩa là khối lượng của hơi nước có trong 1 m³ không khí. Độ ẩm tuyệt đối chưa cho biết mức độ ẩm của không khí vì ở nhiệt độ càng thấp thì hơi nước trong không khí càng dễ đạt trạng thái bão hòa. Do vậy, để mô tả mức độ ẩm của không khí, người ta dùng độ ẩm tương đối. Độ ẩm tương đối có thể được đo bằng những thiết bị đo độ ẩm, gọi là ẩm kế.

## Ý nghĩa

### Kiểm soát khí hậu
Kiểm soát khí hậu liên quan đến kiểm soát nhiệt độ và độ ẩm tương đối trong các tòa nhà, xe cộ và các không gian kín khác nhằm mục đích mang lại sự thoải mái, sức khỏe và an toàn cho con người, và đáp ứng các yêu cầu về môi trường của máy móc, vật liệu nhạy cảm (ví dụ, mang tính lịch sử) và các quá trình kỹ thuật.

### Độ ẩm tương đối và thoải mái nhiệt
Cùng với nhiệt độ không khí, nhiệt độ trung bình bức xạ, tốc độ không khí, tốc độ trao đổi chất và mức độ quần áo, độ ẩm tương đối đóng một vai trò trong sự thoải mái nhiệt của con người. Theo Tiêu chuẩn ASHRAE 55-2017: Điều kiện môi trường nhiệt cho người ở, sự thoải mái nhiệt trong nhà có thể đạt được thông qua phương pháp PMV với độ ẩm tương đối từ 0, 100%, tùy thuộc vào mức độ của các yếu tố khác góp phần vào sự thoải mái nhiệt. Tuy nhiên, phạm vi độ ẩm tương đối trong nhà được đề nghị trong các tòa nhà máy lạnh thường là 30-60%.
Nói chung, nhiệt độ cao hơn sẽ yêu cầu độ ẩm tương đối thấp hơn để đạt được sự thoải mái về nhiệt so với nhiệt độ thấp hơn, với tất cả các yếu tố khác được giữ cố định. Ví dụ, với mức quần áo = 1, tốc độ trao đổi chất = 1,1 và tốc độ không khí 0,1 m/s, sự thay đổi nhiệt độ không khí và nhiệt độ bức xạ trung bình từ 20 °C đến 24 °C sẽ làm giảm độ ẩm tương đối tối đa chấp nhận được từ 100% xuống 65% để duy trì điều kiện tiện nghi nhiệt. Công cụ tiện nghi nhiệt CBE có thể được sử dụng để chứng minh ảnh hưởng của độ ẩm tương đối đối với các điều kiện tiện nghi nhiệt cụ thể và nó có thể được sử dụng để chứng minh sự tuân thủ với Tiêu chuẩn ASHRAE 55-2017.
Khi sử dụng mô hình thích ứng để dự đoán sự thoải mái nhiệt trong nhà, độ ẩm tương đối không được tính đến.
Mặc dù độ ẩm tương đối là một yếu tố quan trọng đối với sự thoải mái về nhiệt, con người nhạy cảm hơn với sự thay đổi nhiệt độ so với thay đổi độ ẩm tương đối. Độ ẩm tương đối có ảnh hưởng nhỏ đến sự thoải mái nhiệt ngoài trời khi nhiệt độ không khí thấp, hiệu ứng rõ rệt hơn một chút ở nhiệt độ không khí vừa phải và ảnh hưởng mạnh hơn nhiều ở nhiệt độ không khí cao hơn.

### Khó chịu của con người do độ ẩm tương đối thấp
Ở vùng khí hậu lạnh, nhiệt độ ngoài trời khiến cho hơi nước chảy xuống thấp hơn. Mặc dù trời có thể có tuyết và độ ẩm tương đối ngoài trời cao, một khi không khí đi vào tòa nhà và nóng lên, độ ẩm tương đối mới của nó rất thấp (có nghĩa là không khí rất khô), có thể gây khó chịu. Da khô nứt có thể là kết quả của không khí khô.
Độ ẩm thấp làm cho các mô lót mũi bị khô, nứt và trở nên dễ bị vi rút cảm lạnh của Rhinovirus xâm nhập. Độ ẩm thấp là nguyên nhân phổ biến của chảy máu cam. Việc sử dụng máy tạo độ ẩm trong nhà, đặc biệt là phòng ngủ, có thể giúp khắc phục những triệu chứng này.
Độ ẩm tương đối trong nhà nên được giữ ở mức trên 30% để giảm khả năng bị khô mũi.
Con người có thể thoải mái trong một phạm vi độ ẩm rộng lớn tùy thuộc vào nhiệt độ từ 30-70% lý tưởng trong khoảng từ 50% và 60%. Độ ẩm rất thấp có thể tạo ra sự khó chịu, các vấn đề về hô hấp và làm nặng thêm tình trạng dị ứng ở một số người. Vào mùa đông, nên duy trì độ ẩm tương đối ở mức 30% trở lên. Độ ẩm tương đối quá thấp (dưới 20%) cũng có thể gây kích ứng mắt.

### Các tòa nhà
Để kiểm soát khí hậu trong các tòa nhà sử dụng hệ thống HVAC, điều quan trọng là duy trì độ ẩm tương đối ở phạm vi thoải mái, đủ thấp để thoải mái nhưng đủ cao để tránh các vấn đề liên quan đến không khí rất khô.
Khi nhiệt độ cao và độ ẩm tương đối thấp, sự bốc hơi nước nhanh chóng; đất khô, quần áo ướt treo trên một đường hoặc giá khô nhanh chóng, và mồ hôi dễ dàng bay hơi khỏi da. Đồ nội thất bằng gỗ có thể co lại, làm cho lớp sơn bao phủ các bề mặt này bị gãy.
Khi nhiệt độ thấp và độ ẩm tương đối cao, sự bốc hơi nước chậm. Khi độ ẩm tương đối đạt tới 100%, ngưng tụ có thể xảy ra trên các bề mặt, dẫn đến các vấn đề với nấm mốc, ăn mòn, sâu răng và suy giảm liên quan đến độ ẩm khác. Ngưng tụ có thể gây ra rủi ro an toàn vì nó có thể thúc đẩy sự phát triển của nấm mốc và thối gỗ cũng như có thể đóng băng lối thoát hiểm khẩn cấp.
Một số quy trình sản xuất và kỹ thuật và phương pháp điều trị trong các nhà máy, phòng thí nghiệm, bệnh viện và các cơ sở khác yêu cầu duy trì mức độ ẩm tương đối cụ thể bằng cách sử dụng máy tạo độ ẩm, máy hút ẩm và hệ thống kiểm soát liên quan.

### Phương tiện di động
Các nguyên tắc cơ bản cho các tòa nhà, ở trên, cũng áp dụng cho các phương tiện. Ngoài ra, có thể có những cân nhắc về an toàn. Ví dụ, độ ẩm cao bên trong một xe hơi có thể dẫn đến các vấn đề của sự ngưng tụ, như phun sương của kính chắn gió và ngắn mạch của các thành phần điện. Trong các phương tiện chịu áp lực như máy bay dân dụng, tàu ngầm và tàu vũ trụ, những cân nhắc này có thể rất quan trọng đối với an toàn và các hệ thống kiểm soát môi trường phức tạp bao gồm thiết bị để duy trì áp suất là cần thiết.